# Цумань

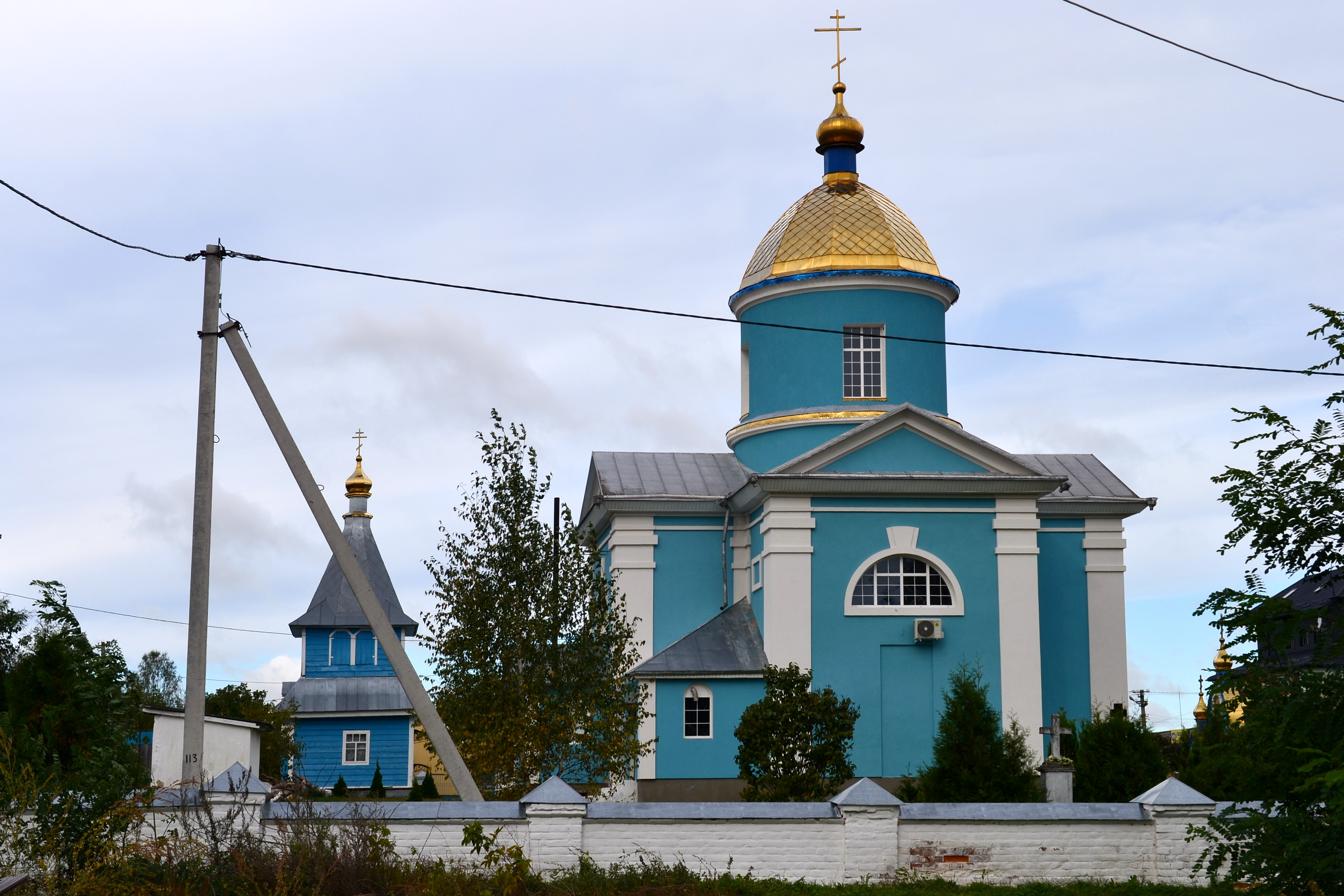
Покровская церковь

Цу́мань (укр. Цумань) — посёлок в Луцком районе Волынской области Украины. Административный центр Цуманской поселковой общины.

## История
С 1920 года по 1939 год Цумань был в составе Польши, и относился к Сильненськой гмине Луцкого повята. По данным польской статистики, на 30 сентября 1921 года в селе насчитывалось 204 жилых дома и 1141 житель.
В ходе Великой Отечественной войны 29 июня 1941 года посёлок был оккупирован немецкими войсками.
Во время немецкой оккупации Цуманьские леса стали зоной повышенной активности УПА и советских партизан. 20 февраля 1943 года Цумань была захвачена партизанами соединения С. А. Ковпака. На железнодорожной станции было уничтожено 9 паровозов, взорвано железнодорожное депо, электростанция и 12 пилорам, сожжено около 500 тысяч кубометров пиломатериалов, подготовленных к отправке в Германию. В апреле 1943 года отряд УПА напал на местный полицейский участок. По словам польского историка Гжегожа Мотыки, в ходе боя было убито 20 немцев.
В феврале 1944 года посёлок был освобождён войсками 13-й армии РККА.
В 1946 году здесь был создан деревообрабатывающий комбинат, который стал крупнейшим предприятием посёлка.
В январе 1989 года численность населения составляла 5200 человек.
На 1 января 2013 года численность населения составляла 6 339 человек.
До 2020 года посёлок входил в Киверцовский район.

## Транспорт
Посёлок расположен в 7 км от ж.д. станции Цумань (на линии Киверцы — Ровно).